# 阿列克谢·戈曼
阿列克謝·弗拉基米羅維奇·戈曼（羅馬化：Aleksey Vladimirovich Goman；1983年9月12日—），俄罗斯流行歌手、作曲家和电视节目主持人。生于摩尔曼斯克。他的父亲是一名电工，母亲曾經是一位軍人。